# El Cocuy
El Cocuy è un comune della Colombia facente parte del dipartimento di Boyacá.
Il centro abitato venne fondato da Gonzalo García Zorro nel 1541.